# Why So Serious
Why So Serious (englisch für Warum so ernst?) ist ein Lied der in Deutschland lebenden Popsängerin Alice Merton. Es wurde als Lead-Single ihres Studioalbums Mint veröffentlicht.

## Hintergrund
„Why So Serious“ veralbert die Leistungsgesellschaft, in welche Positivität gebracht werden soll. Auch ihre eigenen Erlebnisse verarbeitet die Sängerin in dem Lied, denn der Druck, einen neuen Hit zu schreiben, belastete die deutsche Popmusikerin. 

„Ich war ein bisschen verärgert, dass jeder fragte, ob der nächste Song wohl so erfolgreich werden würde, wie No Roots. Ich bin glücklich, habe die beste Zeit meines Lebens, also »Warum so ernst?«“

## Chartplatzierungen
| ChartsChartplatzierungen | Höchstplatzierung | Wochen |
| ------------------------ | ----------------- | ------ |
| Österreich (Ö3)          | 60 (7 Wo.)        | 7      |

## Mitwirkende
- Songwriting – Alice Merton, Nico Rebscher
- Gesang – Alice Merton
- Produktion – John Hill